# Orientierungslauf-Weltmeisterschaften 1995
Die 16. Orientierungslauf-Weltmeisterschaften fanden vom 15. August bis 20. August 1995 in der Umgebung der Stadt Detmold im deutschen Bundesland Nordrhein-Westfalen statt.

## Männer

### Kurzdistanz
| Platz | Land | Athlet             | Zeit      |
| ----- | ---- | ------------------ | --------- |
| 1     | UKR  | Juri Omeltschenko  | 30:25 min |
| 2     | SWE  | Jörgen Mårtensson  | 31:31 min |
| 3     | NOR  | Bjørnar Valstad    | 31:36 min |
| 4     | SUI  | Thomas Bührer      | 32:01 min |
| 5     | SWE  | Lars Holmqvist     | 32:14 min |
| 6     | SWE  | Johan Ivarsson     | 32:26 min |
| 7     | SUI  | Christoph Plattner | 32:40 min |
| 8     | SUI  | Alain Berger       | 32:43 min |

Kurzdistanz: 18. August 1995

Ort: Hasenkanzel (52° 5′ 24″ N, 8° 46′ 48″ O)

Länge: 5,4 km

Steigung: 190 m

Posten: 18

### Langdistanz
| Platz | Land | Athlet             | Zeit      |
| ----- | ---- | ------------------ | --------- |
| 1     | SWE  | Jörgen Mårtensson  | 1:30:19 h |
| 2     | FIN  | Janne Salmi        | 1:32:04 h |
| 3     | DEN  | Carsten Jørgensen  | 1:33:38 h |
| 4     | FIN  | Timo Karppinen     | 1:33:39 h |
| 5     | CZE  | Tomáš Prokeš       | 1:33:44 h |
| 6     | NOR  | Jon Tvedt          | 1:33:53 h |
| 7     | CZE  | Libor Zřídkaveselý | 1:34:12 h |
| 8     | UKR  | Juri Omeltschenko  | 1:34:19 h |

Langdistanz: 16. August 1995

Ort: Mordkuhle (52° 3′ 36″ N, 8° 57′ 0″ O)

Länge: 16,2 km

Steigung: 665 m

Posten: 30

### Staffel
| Platz | Land | Athleten                                                         | Zeit      |
| ----- | ---- | ---------------------------------------------------------------- | --------- |
| 1     | SUI  | Alain Berger Daniel Hotz Christian Aebersold Thomas Bührer       | 3:34:24 h |
| 2     | FIN  | Keijo Parkkinen Reijo Mattinen Timo Karppinen Janne Salmi        | 3:35:43 h |
| 3     | SWE  | Lars Holmqvist Jimmy Birklin Johan Ivarsson Jörgen Mårtensson    | 3:35:51 h |
| 4     | NOR  | Petter Thoresen Håvard Tveite Jon Tvedt Bjørnar Valstad          | 3:38:01 h |
| 5     | CZE  | Martin Sadílek Rudolf Ropek Tomáš Prokeš Libor Zřídkaveselý      | 3:40:21 h |
| 6     | GBR  | Jonathan Musgrave Andy Kitchin Stephen Palmer Steven Hale        | 3:43:33 h |
| 7     | DEN  | Allan Mogensen Torben Skovlyst Chris Terkelsen Carsten Jørgensen | 3:43:48 h |
| 8     | RUS  | Sergei Sibilow Juri Emaldinow Wladimir Alexejew Wladimir Kozlow  | 3:45:02 h |

Staffel: 20. August 1995

Ort: Köterberg

Länge: 8,0 km / 10,6 km

Steigung: 310 m / 370 m

Posten: 17 / 21

## Frauen

### Kurzdistanz
| Platz | Land | Athletin            | Zeit      |
| ----- | ---- | ------------------- | --------- |
| 1     | SUI  | Marie-Luce Romanens | 28:51 min |
| 2     | GBR  | Yvette Hague        | 29:16 min |
| 3     | SWE  | Anna Bogren         | 29:29 min |
| 3     | SWE  | Marlena Jansson     | 29:29 min |
| 5     | GER  | Frauke Schmitt-Gran | 29:31 min |
| 6     | CZE  | Marcela Kubatková   | 29:42 min |
| 7     | NOR  | Hanne Staff         | 29:45 min |
| 8     | RUS  | Irina Mihalko       | 29:53 min |

Kurzdistanz: 18. August 1995

Ort: Hasenkanzel

Länge: 4,4 km

Steigung: 180 m

Posten: 14

### Langdistanz
| Platz | Land | Athletin            | Zeit      |
| ----- | ---- | ------------------- | --------- |
| 1     | HUN  | Katalin Oláh        | 1:05:50 h |
| 2     | FIN  | Eija Koskivaara     | 1:08:39 h |
|       | GBR  | Yvette Hague        | 1:08:39 h |
| 4     | SWE  | Marlena Jansson     | 1:08:44 h |
| 5     | SUI  | Vroni König         | 1:09:22 h |
| 6     | NOR  | Hanne Sandstad      | 1:09:48 h |
| 7     | CZE  | Jana Cieslarová     | 1:10:09 h |
| 8     | SUI  | Marie-Luce Romanens | 1:10:17 h |

Langdistanz: 16. August 1995

Ort: Mordkuhle

Länge: 9,6 km

Steigung: 405 m

Posten: 21

### Staffel
| Platz | Land | Athletinnen                                                            | Zeit      |
| ----- | ---- | ---------------------------------------------------------------------- | --------- |
| 1     | FIN  | Kirsi Tiira Reeta-Mari Kolkkala Eija Koskivaara Annika Viilo           | 2:50:33 h |
| 2     | SWE  | Anette Granstedt Maria Gustafsson Anna Bogren Marlena Jansson          | 2:52:11 h |
| 3     | CZE  | Petra Novotná Maria Honzová Marcela Kubatková Jana Cieslarová          | 2:53:06 h |
| 4     | SUI  | Vroni König Sabrina Meister-Fesseler Brigitte Wolf Marie-Luce Romanens | 2:58:06 h |
| 5     | GER  | Kerstin Hellmann Karin Schmalfeld Anke Xylander Frauke Schmitt Gran    | 3:01:42 h |
| 6     | NOR  | Gro Sandstad Ragnhild Bente Andersen Hanne Sandstad Hanne Staff        | 3:02:22 h |
| 7     | HUN  | Andrea Bokros Mária Lubinszki Katalin Lovasi Katalin Oláh              | 3:03:27 h |
| 8     | GBR  | Jenny James Alice Bedwell Heather Monro Yvette Hague                   | 3:06:52 h |

Staffel: 20. August 1995

Ort: Köterberg

Länge: 4,0 km / 7,3 km

Steigung: 210 m / 280 m

Posten: 12 / 15

## Medaillenspiegel
| Platz | Land                   | Gold | Silber | Bronze | Gesamt |
| ----- | ---------------------- | ---- | ------ | ------ | ------ |
| 1     | Schweiz                | 2    | –      | –      | 2      |
| 2     | Finnland               | 1    | 3      | –      | 4      |
| 3     | Schweden               | 1    | 2      | 3      | 6      |
| 4     | Ukraine                | 1    | –      | –      | 1      |
| 4     | Ungarn                 | 1    | –      | –      | 1      |
| 6     | Vereinigtes Königreich | –    | 2      | –      | 2      |
| 7     | Norwegen               | –    | –      | 1      | 1      |
| 7     | Dänemark               | –    | –      | 1      | 1      |
| 7     | Tschechien             | –    | –      | 1      | 1      |